# Metlife Centre
El Metlife Centre es un rascacielos de Ciudad del Cabo en Sudáfrica.

## Historia
Los trabajos de construcción del rascacielos se acabaron en 1993. El edificio va a ser convertido en un complejo residencial cuyo nombre será The Sky Hotel. Los trabajos de reconversión han empezado al principio de 2020.

## Descripción
Con una altura de 120 metros y 28 pisos, el Metlife Centre es el tercer rascacielos más alto de Ciudad del Cabo. Su antena, alta 22 metros, fue ensamblada gracias a un helicóptero uniendo las tres partes en las que era dividida.
El rascacielos ha sido definido por Emporis como uno de los más famosos y reconocibles de Ciudad del Cabo.

## Enlaces externons
- Esta obra contiene una traducción  derivada de «Metlife Centre» de Wikipedia en italiano, publicada por sus editores bajo la Licencia de documentación libre de GNU y la Licencia Creative Commons Atribución-CompartirIgual 4.0 Internacional.
- Wikimedia Commons alberga una categoría multimedia sobre Metlife Centre.

- Datos: Q6824178
- Multimedia: Metlife Centre / Q6824178